# Марьинская Патья
Марьинская Патья — деревня в Санчурском муниципальном округе Кировской области.

## География
Расположена на расстоянии примерно 19 км по прямой на восток от райцентра посёлка Санчурск.

## История
Известна с 1873 года как починок Марьинской (Патья большая), где было дворов 24 и жителей 191, в 1905 (уже деревня Марьинская или Патья) — 56 и 364, в 1926 (Марьинская Патья) — 73 и 383, в 1950 — 70 и 217, в 1989 оставалось 13 постоянных жителей. С 2006 по 2019 год входила в состав Шишовского сельского поселения. Ныне имеет дачный характер.

## Население
Постоянное население составляло 2 человека (русские 100 %) в 2002 году, 0 в 2010.